# Ronzo-Chienis
Ronzo-Chienis là một đô thị ở tỉnh Trento ở vùng Trentino-Alto Adige/Südtirol của Ý, tọa lạc cách 25 km về phía tây nam của Trento. Tại thời điểm ngày 31 tháng 12 năm 2004, đô thị này có dân số 1.039 người và diện tích là 13,2 km².
Ronzo-Chienis giáp các đô thị: Arco, Villa Lagarina, Isera và Mori.